# Mesorregión del Oeste Potiguar
La mesorregión del Oeste Potiguar es una de las cuatro  mesorregiones del estado brasileño del Río Grande del Norte y es la segunda más importante y más poblada. Está conformada por la unión de 62 municipios agrupados en siete  microrregiones.
Ciudades importantes de esa mesorregión son Mossoró, Açu, Areia Branca, Apodi, Pau dos Ferros, São Rafael, Janduís, Tibau e Alexandria
La región posee sitios  arqueológicos (arte rupestre brasilero) de interés  histórico y  turístico.

## Microrregiones
- Chapada do Apodi
- Médio Oeste
- Mossoró
- Pau dos Ferros
- Sierra de San Miguel
- Umarizal
- Valle del Açu

## Galería de Fotos

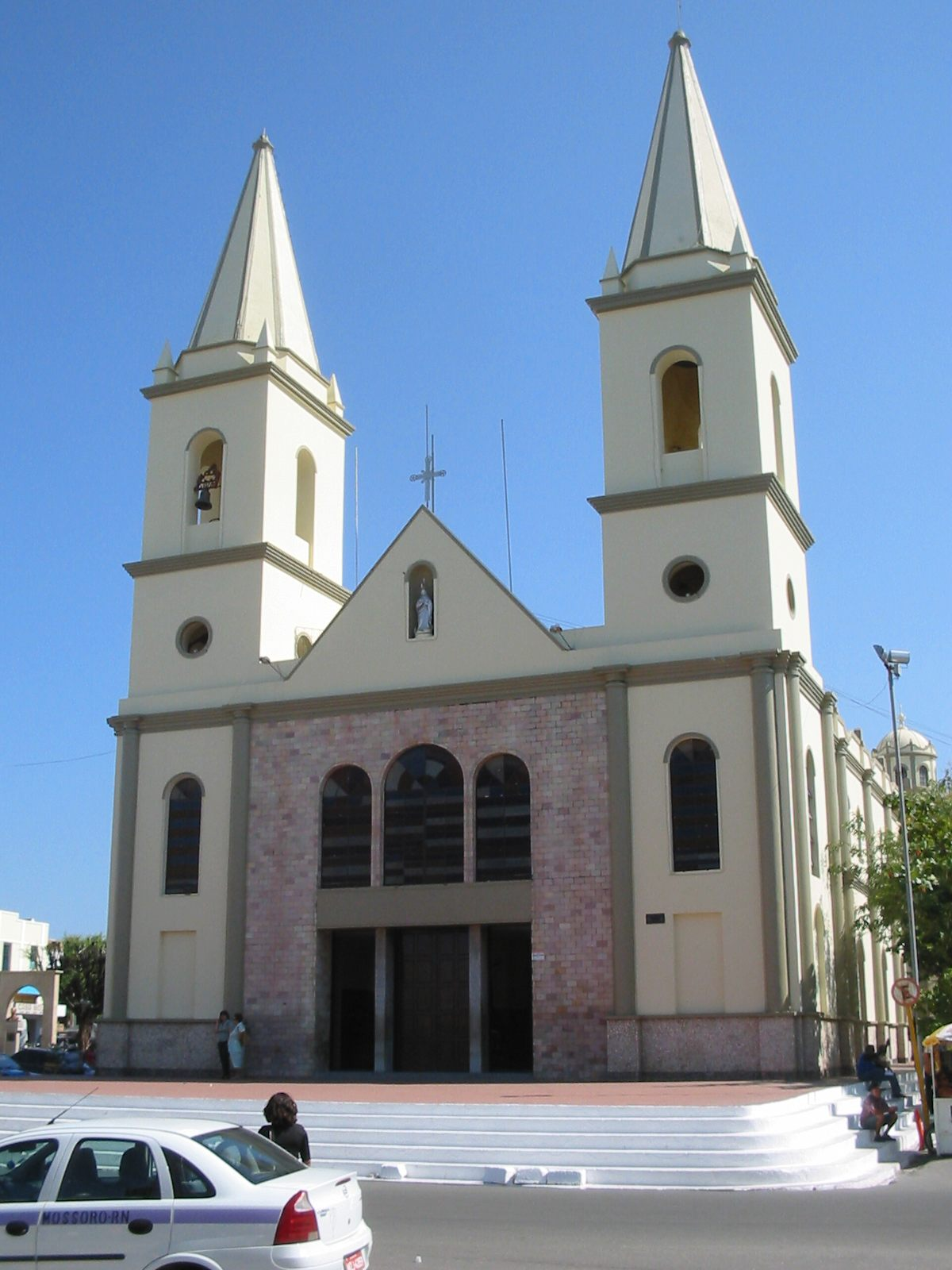
Catedral de Santa Luzia en Mossoro
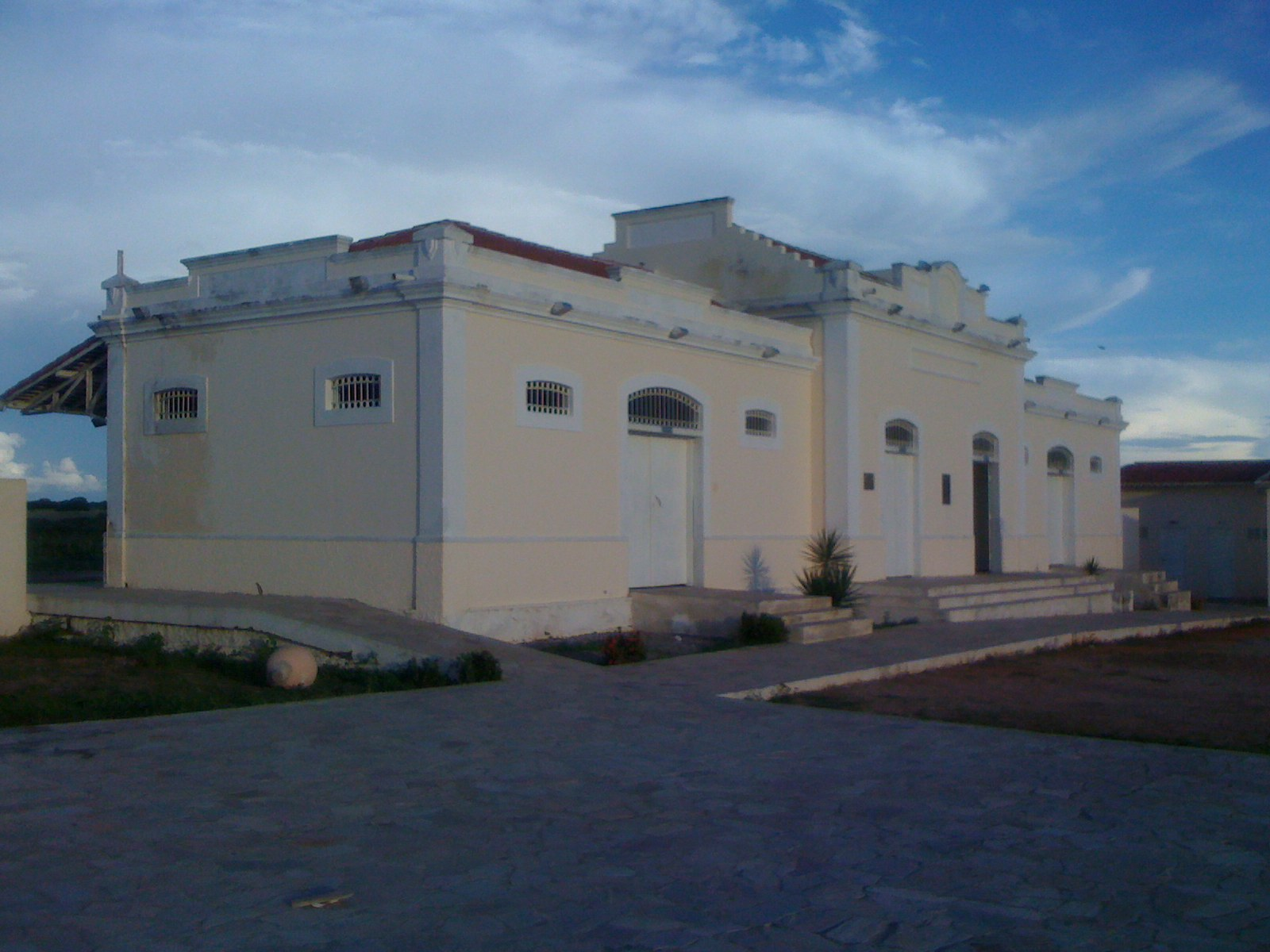
Casa de Cultura de Caraúbas
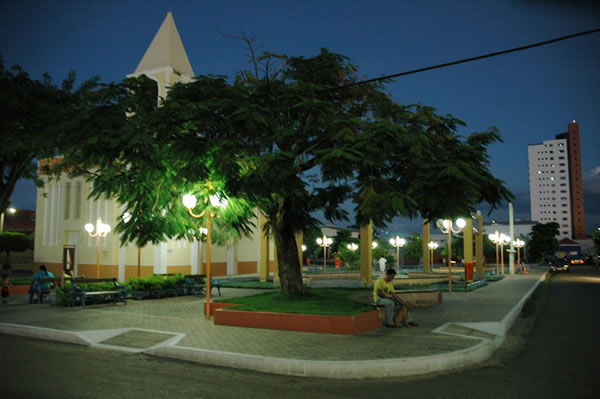
Plaza Nuestra Señora del Perpetuo Socorro en Mossoró.
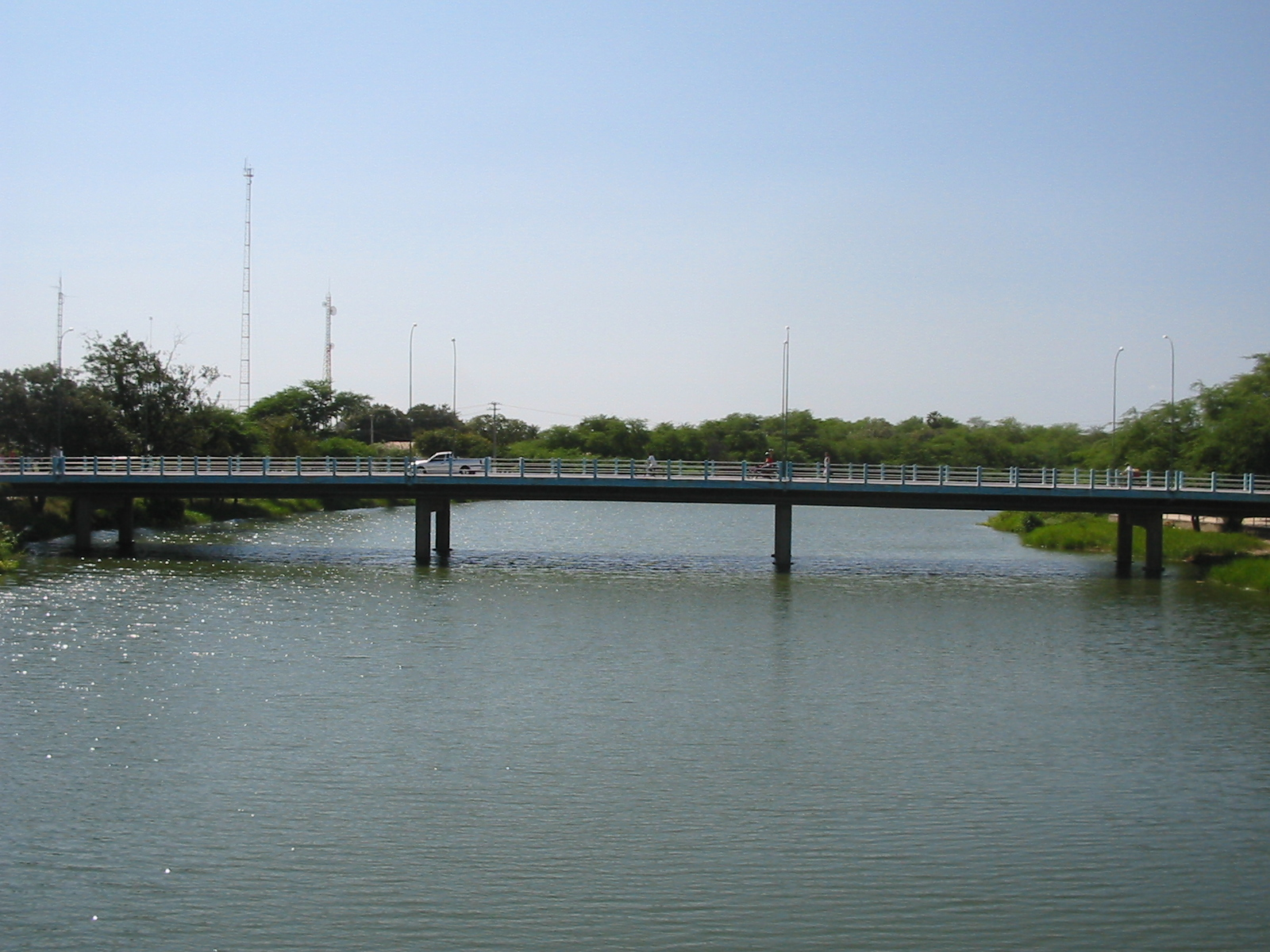
Puente río Mossoró
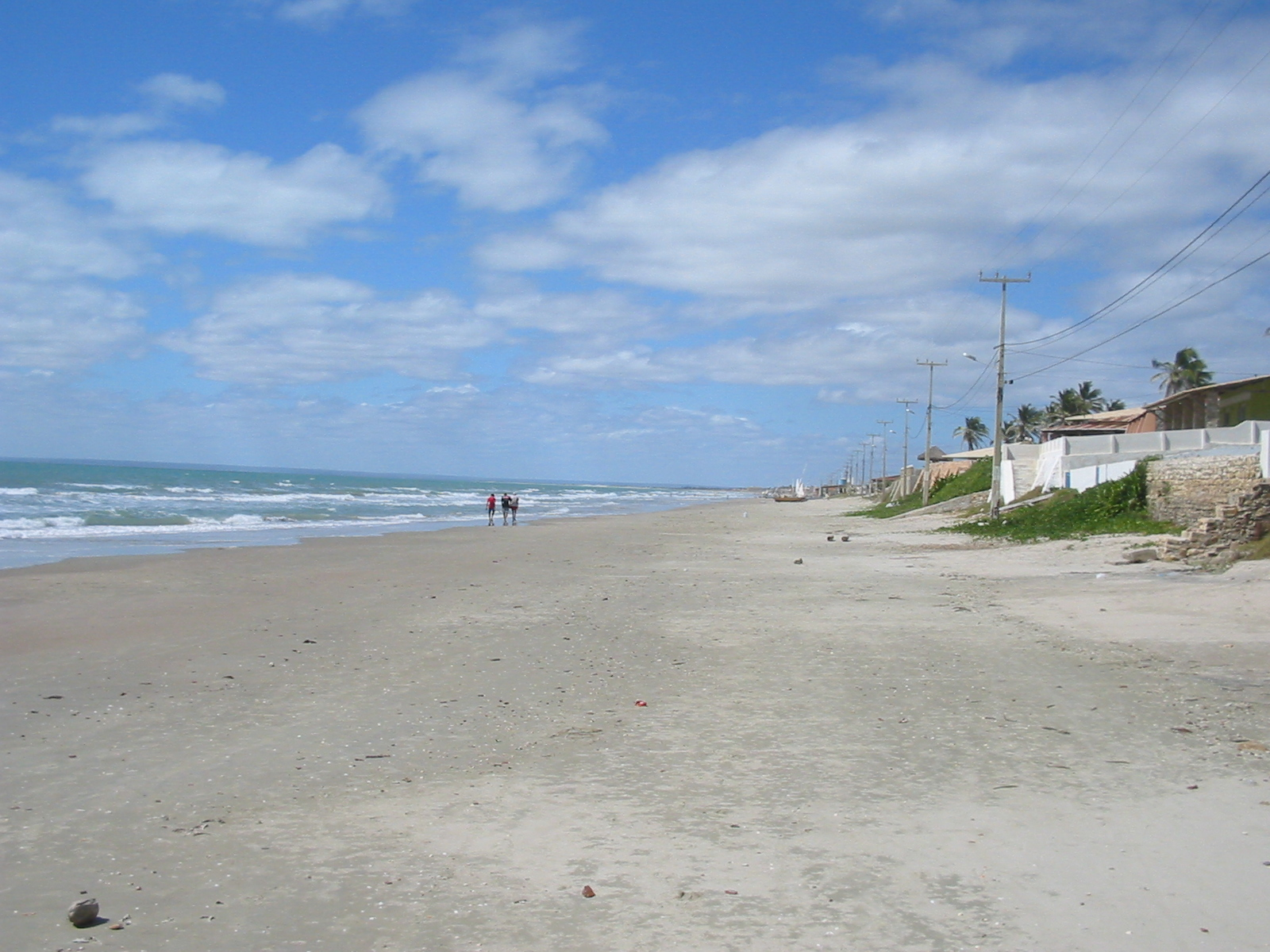
Playa de Tibau

- Datos: Q2397983